# Cyclosorus rubrus
Cyclosorus rubrus là một loài dương xỉ trong họ Thelypteridaceae. Loài này được Tardieu ex Tardieu & C.Chr. mô tả khoa học đầu tiên năm 1938.
Danh pháp khoa học của loài này chưa được làm sáng tỏ. 